# Musa Gouliyev
Musa Gouliyev est un homme politique azerbaïdjanais, membre des IIe, IIIe, IVe, Ve et VIe législatures de l'Assemblée nationale d'Azerbaïdjan.

## Biographie
Musa Gouliyev est né le 25 novembre 1961 dans le village d'Urud, région de Sisian. Il est diplômé de la faculté de traitement de l'Institut médical d'État d'Azerbaïdjan et de la faculté d'administration d'État et municipale de l'Académie d'administration d'État sous la présidence de la République d'Azerbaïdjan. Il est docteur en philosophie de la médecine.
M. Gouliyev parle anglais et russe.

### Carrière
En 1984-1990, il travaille comme médecin au dispensaire de médicaments de Gandja. En 1990-1993, il travaille comme médecin-neuropathologiste dans une polyclinique de Bakou. En 1994-2000, il travaille comme chef de département au ministère du travail et de la protection sociale de la population de la République d'Azerbaïdjan.
Il est membre du conseil d'administration de l'Union des écrivains azerbaïdjanais. Il est l'auteur de 18 livres et de plus de 150 articles.
Il est le chef du groupe de travail sur les relations interparlementaires Azerbaïdjan-Kirghizistan, membre des groupes de travail sur les relations avec les parlements de la République tchèque, de l'Estonie, du Kazakhstan, de la Lituanie, de l'Ouzbékistan, du Pakistan, de la Roumanie et de la Turquie.

## Prix
- Ordre de la Gloire[2]